# Adam Rayski
Adam Rayski (geboren als Abraham Rajgrodski 14. August 1913 in Białystok, Russisches Kaiserreich; gestorben 11. März 2008 in Paris) war ein polnisch-französischer Funktionär der kommunistischen Partei und Historiker der Résistance.

## Leben
Abraham Rajgrodski engagierte sich schon in seiner Schulzeit in der Jugendorganisation der  Kommunistischen Partei Polens (KPP). Er ging 1932 nach Frankreich und studierte Journalismus an der Sorbonne und an der École libre des sciences politiques. 1934 war er Herausgeber der Zeitung Naïe presse, die sich an die Jiddisch Sprechenden unter den Main-d'œuvre immigrée wandte. Die Kommunistische Partei Frankreichs (PCF) holte ihn als Journalisten zur Zeitung Humanité. 1938 heiratete er die polnische Emigrantin Idesza (Jeanne) Zaromb, er hieß inzwischen Rayski.
Bei Ausbruch des Zweiten Weltkriegs wurde er Soldat in der Polnischen Brigade in Frankreich. Er geriet in deutsche Kriegsgefangenschaft, aus der er entwich und nach Paris zurückkehrte. Rayski schloss sich dem jüdischen Widerstand in der FTP-MOI an.
Im April 1941 ging er in den Süden ins Vichy-Frankreich und kümmerte sich um ausländische Kommunisten, die im Camp de Gurs und Camp de Vernet interniert waren. Ab September 1941 war er der verantwortliche Anführer des FTP-MOI, um Juden vor der Verfolgung durch die Deutschen und ihrer französischen Helfer zu bewahren. Zu diesem Zweck hatten die verschiedenen jüdischen Organisationen den Dachverband Conseil représentatif des institutions juives de France gegründet, dessen Führungskreis Rayski angehörte. Rayski wurde nach Kriegsende für seinen Einsatz mit der Médaille de la Résistance und dem  Croix de guerre ausgezeichnet.
1949 kehrte er in das nunmehr kommunistische und stalinistische Polen zurück und wurde im Rang eines Staatssekretärs mit der Leitung des gesamten Presse- und Verlagswesen des Staates betraut. Nach innerparteilichen Auseinandersetzungen über den polnischen Antisemitismus brach er mit der Polska Zjednoczona Partia Robotnicza (PZPR) und ging 1957 ein zweites Mal nach Frankreich. Dort geriet er im Kalten Krieg 1959 in den Strudel der Affäre um den polnischen Spion Hermann Bertelé und wurde 1961 von einem französischen Gericht zu 7 Jahren Haft verurteilt. 1963 wurde er vorzeitig aus der Haft entlassen.
Rayski arbeitete in der Folge als Historiker zur Geschichte der Judenverfolgung in Frankreich im Zweiten Weltkrieg und leitete die Union des résistants et déportés juifs de France (URDF).
Der 1938 geborene Journalist Benoît Rayski ist ein Sohn, mit dem zusammen er eine Autobiografie schrieb.

## Schriften (Auswahl)
- mit Benoît Rayski (Vorwort): Nos illusions perdues. Paris : Balland, 1985
  - Zwischen Thora und Partei : Lebensstationen eines jüdischen Kommunisten. Übersetzung Horst Dreimann. Freiburg im Breisgau : Herder, 1987
- mit Stéphane Courtois, Denis Peschanski: Le sang de l'étranger – les immigrés de la MOI dans la Résistance. Paris : Fayard, 1989
  - mit Stéphane Courtois, Denis Peschanski: L'Affiche rouge, Immigranten und Juden in der französischen Résistance. Übersetzung Tom Wehmer. Berlin : Verlag Schwarze Risse, 1994, ISBN 3-924737-22-3
- mit Stéphane Courtois: Qui savait quoi ? Paris : La Découverte, 1989
- Le choix des Juifs sous Vichy – Entre soumission et résistance. Paris : La Découverte, 1992
- De Gaulle et les Juifs (1940–1944). Paris : Union des résistants et déportés juifs de France, 1994
- mit Georges Wellers, André Kaspi, Bronia Klibanski: Le soulèvement du ghetto de Varsovie et son impact en Pologne et en France. Paris : Centre de documentation juive contemporaine (CDJC)